# Fallugia paradoxa
Espèce
Classification APG II (2003)
Fallugia paradoxa est une espèce de plantes à fleurs de la famille des Rosaceae, originaire du Mexique et du sud des États-Unis.

## Description morphologique

### Appareil végétatif
Cette plante forme un buisson atteignant 2 m de hauteur, aux branches nombreuses, minces et emmêlées. Les feuilles de 1,5 à 2,5 cm de longueur sont épaisses et divisées en 5 à 7 lobes très étroits.

### Appareil reproducteur

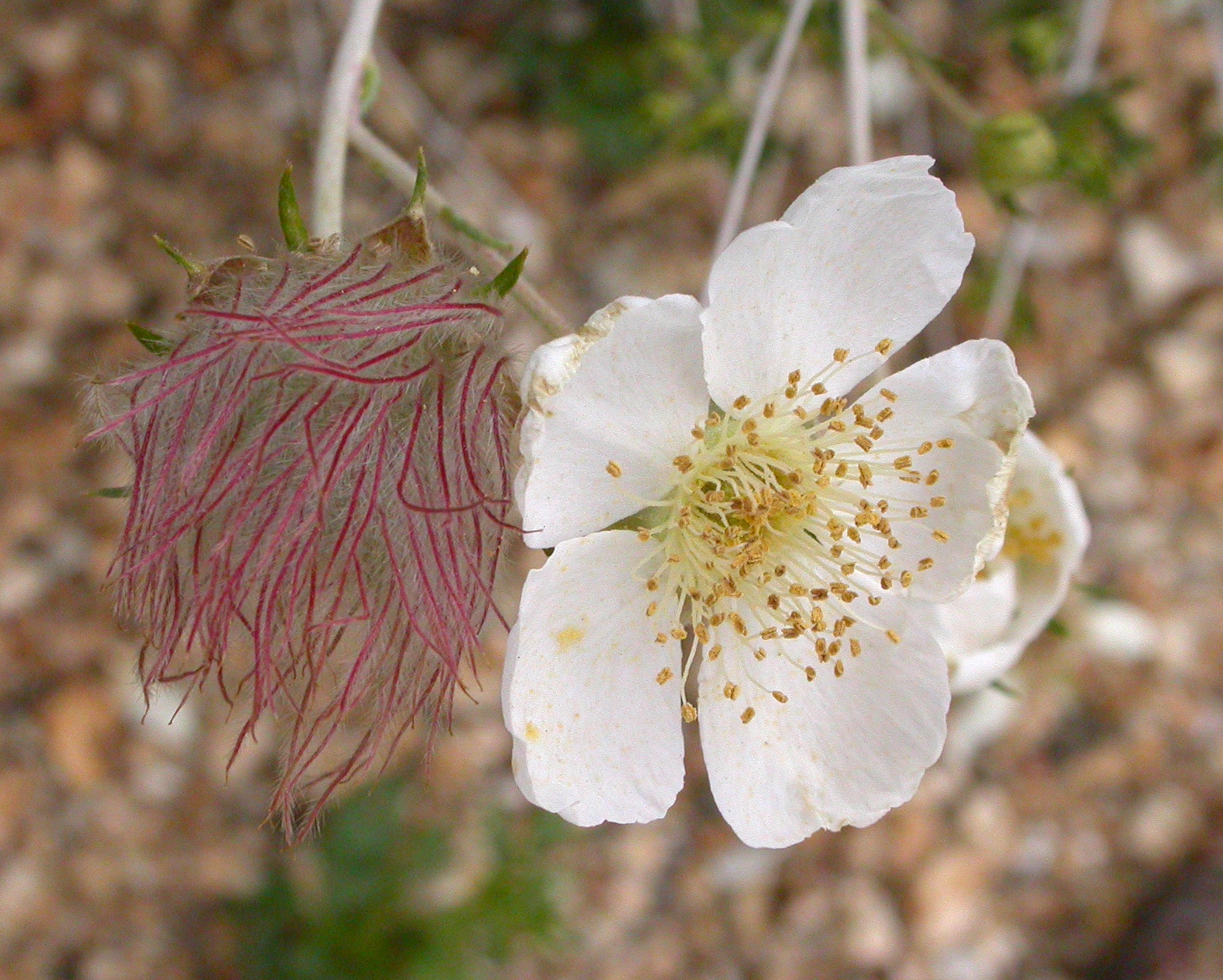
fleur et fruits de Fallugia paradoxa.

La floraison a lieu de mai à octobre. Les fleurs sont blanches et mesurent entre 2,5 et 3,8 cm de diamètre. La fleur est typique d'une fleur de Rosaceae, avec 5 pétales insérés sur un réceptacle en forme de coupe (appelé hypanthe), et de nombreuses étamines.
Le fruit est constitué d'akènes prolongés par des structures plumeuses de 2 à 5 cm de long, au rachis rouge ou brun-rouge couvert de poils de couleur argentée. Ces structures, nombreuses, forment une touffe arrondie. Elles facilitent la dissémination des akènes par le vent.

## Répartition et habitat
Cette plante pousse sur les pentes ou les plaines caillouteuses, dans des zones désertiques ou arides du sud-ouest des États-Unis (Californie, Nevada, Colorado, Texas) et du nord du Mexique.